# Glasskår (film)
 For alternative betydninger, se Glasskår. (Se også artikler, som begynder med Glasskår)
Glasskår er en dansk spillefilm fra 2025 instrueret af Søren Green om den 16-årige Tobias (spillet af Noa Risbro Hjerrild, der under en tvunget ferie hos sine bedsteforældre møder og tiltrækkes af den 25-årige Aron, men har meget svært ved at magte sine egne følelser og derfor optræder destruktivt. Filmen er Søren Greens instruktørdebut og er skrevet af Green i samarbejde med Tomas Lagermand Lundme.
Filmens anmeldelser fremhævede især forholdet mellem teenageren Tobias og hans glarmester-morfar (spillet af Jens Jørn Spottag) som filmens højdepunkt.
Filmen indeholder træk fra både Greens og Lundmes opvækst. Green fortalte i forbindelse med filmens premiere i interview med Lolland-Falsters Folketidende og Jyllands-Posten om sin egen teenagetid på Lolland, hvor han som homoseksuel 15-16-årig havde følelsen af at være ensom og anderledes end andre og savnede film at spejle sig i. Glasskår var dermed også et forsøg på at skabe en film, han selv havde manglet som ung.

## Handling
16-årige Tobias bliver tvunget af sin fraværende mor til at tilbringe sommeren hos sine bedsteforældre på en lille ø, hvor Tobias’ morfar er den lokale glarmester og samtidig tager sig af sin demenssyge kone. Tobias møder og forelsker sig i Aron, en lokal 25-årig maler, som også bliver tiltrukket af ham. Men Tobias er ikke vant til kærlighed hjemmefra, og den uvante omsorg, som Aron tilbyder, er svær for ham at magte. Hver gang Aron kommer tæt på, skubber Tobias ham væk.
Tobias har det svært med sig selv og sin krop, og han begynder at selvskade, da det giver ham en ro, han ikke kan finde andre steder. Han afsøger konstant grænser og begynder at have tilfældig sex med ældre mænd. Tobias begiver sig ud på en farlig rejse med glasskår i hjertet, og først i det voldsomme fald kan Tobias en gang for alle vende mørket ryggen og få sårene fra fortiden til at hele og begynde forfra.

## Medvirkende
- Noa Viktor Risbro Hjerrild som Tobias
- Jens Jørn Spottag som Tobias' morfar
- Bodil Jørgensen som Tobias' mormor
- Alexander Mayah Larsen som Aron
- Iben Dorner som Tobias' mor
- Paw Henriksen som Tobias' far
- Christopher Læssø som Elias
- Jonathan Bergholdt Jørgensen som Jonas

## Modtagelse
Kristeligt Dagblad kaldte filmen for en værdig debut, der skildrede Tobias' ungdomsliv med ensomhed og homoseksualitet med en fin ægthed, og tildelte filmen fire stjerner ud af seks. Politiken gav tilsvarende fire hjerter og roste den for mange gode scener, men mente, at ledemotivet med glasskår blev lidt overfortalt. Anmelderen vurderede, at forholdet mellem Tobias og mofaren var filmens højdepunkt. I dagbladet Information skrev anmelderen, at filmen havde meget på hjerte, og roste ligeledes især Jens Jørn Spottags og Noa Risbro Hjerrilds skuespil og scenerne mellem teenageren og hans morfar som filmens bedste. På netmediet Moovy.dk fik filmen fem stjerner. Her fremhævede anmeldelsen ligeledesscenerne mellem dels Tobias og hans morfar og dels Tobias og Aron. Anmeldelsen mente også, at filmens dialog var sparsom, men at de både brutale og smukke billeder til gengæld var meget talende.